# Streets of Rage
Streets of Rage – bijatyka, stworzona przez Segę w roku 1991 na konsolę Sega Genesis, skonwertowana następnie na Game Gear, Mega-CD i Master System. Pojawiła się też na Wii w Virtual Console oraz na iOS w App Store. Jest pierwszą grą z serii Streets of Rage.

## Fabuła
Przestępczy Syndykat, któremu przewodzi tajemniczy Mr. X, objął władzę nad miastem, sama policja jest bezradna w walce z grupą przestępczą. Głównymi postaciami w grze są: Adam Hunter, Axel Stone i Blaze Fielding, byli policjanci, którzy postanowili przywrócić porządek na własną rękę.

## Rozgrywka
Rozgrywka jest zbliżona do hitu Capcomu, Final Fight. Gracz wybiera jedną z trzech postaci, po czym idzie nią "w prawo" walczy się z kolejnymi wrogami. Postacie mogą walczyć za pomocą własnych pięści, jednak dostępne są też różne bronie, jak metalowe rury. Przy dwuwymiarowej grafice, istnieje możliwość wejścia „w głąb ekranu” – rozgrywka jest trójwymiarowa. Na końcu każdego etapu czeka go walka z bossami. Jednocześnie mogą liczyć na drobne wsparcie sojuszniczych, policyjnych jednostek, przywoływane za pomocą klawisza A.
W Streets of Rage jest dostępny także tryb gry wieloosobowej dla dwóch graczy, którzy ze sobą współpracują.